# Società Siderurgica Oxin del Khuzestan
La Società Siderurgica Oxin del Khuzestan (in persiano شرکت فولاد اکسین خوزستان‎) è una società siderurgica iraniana che produce vari tipi di lamiere d'acciaio necessarie per realizzare serbatoi di stoccaggio per prodotti petroliferi e altri prodotti siderurgici. Oxin Steel è stata fondata nel 2005 e ha avviato la produzione di massa nel 2009. Attualmente, la capacità produttiva dell'azienda equivale a un milione di tonnellate di prodotti siderurgici all'anno. Gli uffici e lo stabilimento dell'azienda si trovano ad Ahvaz. Dal 2009 al 2021, la produzione annuale dell'azienda è stata di circa 700.000 tonnellate, mentre la capacità dichiarata è di un milione e 50 mila tonnellate.

## Storia
In risposta alla necessità e al completamento della catena di fornitura per le industrie che richiedevano ampie lamiere d'acciaio e operazioni di trattamento termico come petrolio, gas, petrolchimica, industrie navali e manifatturiere, oltre che per soddisfare le esigenze dei prodotti industriali strategici dell'Iran, la Società Siderurgica Oxin del Khuzestan è stata fondata nel 2005. L'azienda ha avviato la produzione di massa nel 2009. Dopo la sua fondazione, dal 2005 al 2008 sono state effettuate le operazioni di installazione dell'impianto. Nel 2009, l'impianto è stato avviato e ha iniziato a funzionare, e nel 2010 è iniziata la produzione di massa. Nel 2012, ha superato la soglia di produzione di 600 mila tonnellate. Inoltre nel 2013, ha avviato forni per trattamenti termici e produzione di prodotti speciali, ed è stata introdotta dall'Organizzazione degli Standard Iraniana come migliore azienda siderurgica del paese. I valori organizzativi, l'attenzione alla qualità, il lavoro di squadra, il merito, l'orientamento al cliente, il miglioramento continuo e la responsabilità sociale sono considerati valori organizzativi di questa società.

## Prodotti
Il 53% dei prodotti realizzati da questa società sono utilizzati nelle condotte di trasmissione di petrolio e gas, oltre il 30% sono relativi alle aziende che producono recipienti e serbatoi in pressione per lo stoccaggio di petrolio e gas, e circa il 10% vengono utilizzati nei materiali da costruzione. La capacità nominale della Società Siderurgica Oxin è di un milione e 50 mila tonnellate all'anno. La capacità produttiva nominale delle lamiere in questa società è dichiarata essere di 1.050 mila tonnellate all'anno, di cui circa 210 mila tonnellate hanno la possibilità di operazioni di trattamento termico. La materia prima utilizzata in questa società sono bramme d'acciaio fornite dagli impianti di colata continua dell'acciaio. Le dimensioni di queste bramme d'acciaio sono 110-130 millimetri di spessore, 1.200-2.200 millimetri di larghezza e 3.000-4.500 millimetri di lunghezza.